# Montrottier
Montrottier es una comuna francesa situada en el departamento del Ródano, de la región de Auvernia-Ródano-Alpes.

## Demografía
| 1 043 | 963 | 953 | 1 157 | 1 337 | 1 358 | 1 388 | 1 370 |
| Para los censos de 1962 a 1999 la población legal corresponde a la población sin duplicidades (Fuente: INSEE [Consultar]) |     |     |       |       |       |       |       |